# Chaetodipus californicus
Chaetodipus californicus és una espècie de mamífer rosegador de la família dels heteròmids. Viu a Mèxic (Baixa Califòrnia) i els Estats Units (Califòrnia). Els seus hàbitats naturals són els chaparrals densos, on busca aliment a la frontera entre els matollars i les clarianes, així com els herbassars àrids, els deserts i els matollars, costaners, on és més rara. Es creu que no hi ha cap amenaça significativa per a la supervivència d'aquesta espècie, tot i que el seu entorn està afectat pel pasturatge, els incendis i la urbanització.